# Дубовой (Грушево-Дубовское сельское поселение)
Дубово́й — хутор в Белокалитвинском районе Ростовской области.
Входит в состав Грушево-Дубовского сельского поселения.

## География
Хутор расположен в 45 км (по дорогам) южнее города Белая Калитва (райцентр), на правом берегу реки Кундрючья.
Западнее проходит граница с Красносулинским районом области.

### Улицы
- ул. Абашина,
- ул. Степная.

## Население
| 1989 | 2002 | 2010 |
| ---- | ---- | ---- |
| 211  | ↘190 | ↗227 |